# Coppa del Mondo di sci di fondo 2002
La Coppa del Mondo di sci di fondo 2002 fu la ventunesima edizione della manifestazione organizzata dalla Federazione Internazionale Sci; ebbe inizio il 24 novembre 2001 a Kuopio, in Finlandia, e si concluse il 23 marzo 2002 a Lillehammer, in Norvegia. Nel corso della stagione si tennero a Salt Lake City i XIX Giochi olimpici invernali, non validi ai fini della Coppa del Mondo, il cui calendario contemplò dunque un'interruzione nel mese di febbraio.
In campo maschile furono disputate 20 gare individuali (5 a tecnica classica, 6 a tecnica libera, 7 sprint, 2 a inseguimento) e 5 a squadre (3 staffette, 2 sprint a squadre), in 15 diverse località. Lo svedese Per Elofsson si aggiudicò la coppa di cristallo, il trofeo assegnato al vincitore della classifica generale; il norvegese Trond Iversen vinse la Coppa di sprint. Elofsson era il detentore uscente della Coppa generale.
In campo femminile furono disputate 20 gare individuali (5 a tecnica classica, 6 a tecnica libera, 7 sprint, 2 a inseguimento) e 5 a squadre (3 staffette, 2 sprint a squadre), in 15 diverse località. La norvegese Bente Skari si aggiudicò sia la coppa di cristallo, sia la Coppa di sprint. Julija Čepalova era la detentrice uscente della Coppa generale.
Fu inserita nel calendario di Coppa una classica del granfondo: la Birkebeinerrennet.

## Uomini

### Risultati
| Data             | Località               | Nazione   | Spec.       | Primo                                                                      | Secondo                                                                    | Terzo                                                                        |
| ---------------- | ---------------------- | --------- | ----------- | -------------------------------------------------------------------------- | -------------------------------------------------------------------------- | ---------------------------------------------------------------------------- |
| 24 novembre 2001 | Kuopio                 | Finlandia | 15 km TC    | Anders Aukland                                                             | Erling Jevne                                                               | Frode Estil                                                                  |
| 25 novembre 2001 | Kuopio                 | Finlandia | 10 km TL    | Per Elofsson                                                               | Ole Einar Bjørndalen                                                       | Thomas Alsgaard                                                              |
| 27 novembre 2001 | Kuopio                 | Finlandia | 4x10 km     | Norvegia Odd-Bjørn Hjelmeset Erling Jevne Håvard Bjerkeli Tor-Arne Hetland | Svezia Urban Lindgren Mathias Fredriksson Per Elofsson Jörgen Brink        | Russia I Vasilij Ročev Michail Ivanov Nikolaj Bol'šakov Vladimir Vilisov     |
| 8 dicembre 2001  | Cogne                  | Italia    | 10 km TC    | Anders Aukland                                                             | Per Elofsson                                                               | Frode Estil                                                                  |
| 9 dicembre 2001  | Cogne                  | Italia    | SP TL       | Cristian Zorzi                                                             | Tor-Arne Hetland                                                           | Markus Hasler                                                                |
| 12 dicembre 2001 | Brusson                | Italia    | 15 km TL    | Johann Mühlegg                                                             | Christian Hoffmann                                                         | Per Elofsson                                                                 |
| 15 dicembre 2001 | Davos                  | Svizzera  | 15 km TC    | Erling Jevne                                                               | Per Elofsson                                                               | Ivan Bátory                                                                  |
| 16 dicembre 2001 | Davos                  | Svizzera  | 4x10 km     | Svezia I Urban Lindgren Mathias Fredriksson Niklas Jonsson Per Elofsson    | Russia I Vitalij Denisov Michail Ivanov Vladimir Vilisov Nikolaj Bol'šakov | Norvegia I Frode Estil Erling Jevne Thomas Alsgaard Tor-Arne Hetland         |
| 19 dicembre 2001 | Asiago                 | Italia    | SP TC       | Jens Arne Svartedal                                                        | Trond Iversen                                                              | Andreas Schlütter                                                            |
| 22 dicembre 2001 | Ramsau am Dachstein    | Austria   | 30 km TL MS | Per Elofsson                                                               | Ole Einar Bjørndalen                                                       | Christian Hoffmann                                                           |
| 27 dicembre 2001 | Garmisch-Partenkirchen | Germania  | SP TL       | Cristian Zorzi                                                             | Tor-Arne Hetland                                                           | Peter Larsson                                                                |
| 29 dicembre 2001 | Salisburgo             | Austria   | SP TC       | Håvard Bjerkeli                                                            | Trond Einar Elden                                                          | Tor-Arne Hetland                                                             |
| 5 gennaio 2002   | Val di Fiemme          | Italia    | 20 km PU    | Per Elofsson                                                               | Thomas Alsgaard                                                            | Anders Aukland                                                               |
| 6 gennaio 2002   | Val di Fiemme          | Italia    | SP TL       | Trond Iversen                                                              | Keijo Kurttila                                                             | Thobias Fredriksson                                                          |
| 8 gennaio 2002   | Val di Fiemme          | Italia    | 30 km TC MS | Anders Aukland                                                             | Vitalij Denisov                                                            | Mathias Fredriksson                                                          |
| 12 gennaio 2002  | Nové Město na Moravě   | Rep. Ceca | 10 km TL    | Fabio Maj                                                                  | Jaak Mae                                                                   | Kristen Skjeldal                                                             |
| 13 gennaio 2002  | Nové Město na Moravě   | Rep. Ceca | TS TL       | Italia II Fabio Maj Freddy Schwienbacher                                   | Italia I Giorgio Di Centa Cristian Zorzi                                   | Finlandia III Teemu Kattilakoski Sami Repo                                   |
| 2 marzo 2002     | Lahti                  | Finlandia | 15 km TL    | Per Elofsson                                                               | Thomas Alsgaard                                                            | Tore Ruud Hofstad                                                            |
| 3 marzo 2002     | Lahti                  | Finlandia | TS TL       | Italia I Giorgio Di Centa Cristian Zorzi                                   | Germania René Sommerfeldt Tobias Angerer                                   | Rep. Ceca Lukáš Bauer Martin Koukal                                          |
| 5 marzo 2002     | Stoccolma              | Svezia    | SP TC       | Jens Arne Svartedal                                                        | Trond Iversen                                                              | Björn Lind                                                                   |
| 9 marzo 2002     | Falun                  | Svezia    | 20 km PU    | Thomas Alsgaard                                                            | Kristen Skjeldal                                                           | Per Elofsson                                                                 |
| 10 marzo 2002    | Falun                  | Svezia    | 4x10 km     | Norvegia I Frode Estil Anders Aukland Kristen Skjeldal Thomas Alsgaard     | Svezia I Mathias Fredriksson Per Elofsson Anders Södergren Fredrik Östberg | Norvegia I Jens Arne Svartedal Erling Jevne Tore Ruud Hofstad Tore Bjonviken |
| 13 marzo 2002    | Oslo                   | Norvegia  | SP TC       | Jens Arne Svartedal                                                        | Jörgen Brink                                                               | Keijo Kurttila                                                               |
| 16 marzo 2002    | Oslo                   | Norvegia  | 50 km TL    | Thomas Alsgaard                                                            | Kristen Skjeldal                                                           | Pietro Piller Cottrer                                                        |
| 23 marzo 2002    | Lillehammer            | Norvegia  | 58 km TC MS | Thomas Alsgaard                                                            | Anders Aukland                                                             | Frode Estil                                                                  |

Legenda:

TC = tecnica classica

TL = tecnica libera

SP = sprint

TS = sprint a squadre

PU = inseguimento

MS = partenza in linea

### Classifiche

#### Generale
| Pos. | Nome                | Nazione  | Punti |
| ---- | ------------------- | -------- | ----- |
| 1    | Per Elofsson        | Svezia   | 780   |
| 2    | Thomas Alsgaard     | Norvegia | 777   |
| 3    | Anders Aukland      | Norvegia | 545   |
| 4    | Kristen Skjeldal    | Norvegia | 518   |
| 5    | Frode Estil         | Norvegia | 404   |
| 6    | Jaak Mae            | Estonia  | 401   |
| 7    | Cristian Zorzi      | Italia   | 327   |
| 8    | Johann Mühlegg      | Spagna   | 322   |
| 9    | Jens Arne Svartedal | Norvegia | 315   |
| 10   | Erling Jevne        | Norvegia | 307   |

#### Sprint
| Pos. | Nome                | Nazione  | Punti |
| ---- | ------------------- | -------- | ----- |
| 1    | Trond Iversen       | Norvegia | 328   |
| 2    | Jens Arne Svartedal | Norvegia | 300   |
| 3    | Cristian Zorzi      | Italia   | 264   |
| 4    | Thobias Fredriksson | Svezia   | 254   |
| 5    | Håvard Bjerkeli     | Norvegia | 249   |

## Donne

### Risultati
| Data             | Località               | Nazione   | Spec.       | Prima                                                                          | Seconda                                                                         | Terza                                                                        |
| ---------------- | ---------------------- | --------- | ----------- | ------------------------------------------------------------------------------ | ------------------------------------------------------------------------------- | ---------------------------------------------------------------------------- |
| 24 novembre 2001 | Kuopio                 | Finlandia | 10 km TC    | Bente Skari                                                                    | Ol'ga Danilova                                                                  | Lina Andersson                                                               |
| 25 novembre 2001 | Kuopio                 | Finlandia | 5 km TL     | Kateřina Neumannová                                                            | Julija Čepalova                                                                 | Kristina Šmigun-Vähi                                                         |
| 27 novembre 2001 | Kuopio                 | Finlandia | 4x5 km      | Russia I Ol'ga Danilova Natal'ja Baranova Nina Gavryljuk Julija Čepalova       | Russia II Alëna Sid'ko Ljubov' Egorova Elena Buruchina Ol'ga Zav'jalova         | Svezia I Lina Andersson Elin Ek Anna Olsson Jenny Olsson                     |
| 8 dicembre 2001  | Cogne                  | Italia    | 5 km TC     | Bente Skari                                                                    | Ol'ga Danilova                                                                  | Vibeke Skofterud                                                             |
| 9 dicembre 2001  | Cogne                  | Italia    | SP TL       | Kateřina Neumannová                                                            | Vibeke Skofterud                                                                | Hilde Gjermundshaug Pedersen                                                 |
| 12 dicembre 2001 | Brusson                | Italia    | 10 km TL    | Julija Čepalova                                                                | Stefania Belmondo                                                               | Kristina Šmigun-Vähi                                                         |
| 15 dicembre 2001 | Davos                  | Svizzera  | 10 km TC    | Bente Skari                                                                    | Kristina Šmigun-Vähi                                                            | Stefania Belmondo                                                            |
| 16 dicembre 2001 | Davos                  | Svizzera  | 4x5 km      | Norvegia I Tina Bay Bente Skari Hilde Gjermundshaug Pedersen Vibeke Skofterud  | Russia III Alëna Sid'ko Ol'ga Ročeva Elena Buruchina Ekaterina Sčastlivaja      | Italia Cristina Paluselli Gabriella Paruzzi Arianna Follis Stefania Belmondo |
| 19 dicembre 2001 | Asiago                 | Italia    | SP TC       | Bente Skari                                                                    | Petra Majdič                                                                    | Beckie Scott                                                                 |
| 22 dicembre 2001 | Ramsau am Dachstein    | Austria   | 15 km TL MS | Kristina Šmigun-Vähi                                                           | Stefania Belmondo                                                               | Elena Buruchina                                                              |
| 27 dicembre 2001 | Garmisch-Partenkirchen | Germania  | SP TL       | Evi Sachenbacher-Stehle                                                        | Sabina Valbusa                                                                  | Maj Helen Sorkmo                                                             |
| 29 dicembre 2001 | Salisburgo             | Austria   | SP TC       | Anita Moen                                                                     | Kateřina Neumannová                                                             | Maj Helen Sorkmo                                                             |
| 5 gennaio 2002   | Val di Fiemme          | Italia    | 10 km PU    | Ol'ga Danilova                                                                 | Bente Skari                                                                     | Kateřina Neumannová                                                          |
| 6 gennaio 2002   | Val di Fiemme          | Italia    | SP TL       | Kateřina Neumannová                                                            | Hilde Gjermundshaug Pedersen                                                    | Sabina Valbusa                                                               |
| 8 gennaio 2002   | Val di Fiemme          | Italia    | 15 km TC MS | Bente Skari                                                                    | Ol'ga Danilova                                                                  | Svetlana Nagejkina                                                           |
| 12 gennaio 2002  | Nové Město na Moravě   | Rep. Ceca | 5 km TL     | Julija Čepalova                                                                | Kateřina Neumannová                                                             | Stefania Belmondo                                                            |
| 13 gennaio 2002  | Nové Město na Moravě   | Rep. Ceca | TS TL       | Russia I Evgenija Medvedeva Julija Čepalova                                    | Italia I Gabriella Paruzzi Sabina Valbusa                                       | Finlandia I Riikka Sirviö Riitta-Liisa Roponen                               |
| 2 marzo 2002     | Lahti                  | Finlandia | 10 km TL    | Kristina Šmigun-Vähi                                                           | Stefania Belmondo                                                               | Nina Gavryljuk                                                               |
| 3 marzo 2002     | Lahti                  | Finlandia | TS TL       | Italia I Gabriella Paruzzi Sabina Valbusa                                      | Russia I Ol'ga Zav'jalova Nina Gavryljuk                                        | Francia/ Italia Karine Laurent Philippot Stefania Belmondo                   |
| 5 marzo 2002     | Stoccolma              | Svezia    | SP TC       | Bente Skari                                                                    | Petra Majdič                                                                    | Anita Moen                                                                   |
| 9 marzo 2002     | Falun                  | Svezia    | 10 km PU    | Stefania Belmondo                                                              | Nina Gavryljuk                                                                  | Gabriella Paruzzi                                                            |
| 10 marzo 2002    | Falun                  | Svezia    | 4x5 km      | Italia I Sabina Valbusa Gabriella Paruzzi Cristina Paluselli Stefania Belmondo | Norvegia Anita Moen Marit Bjørgen Hilde Gjermundshaug Pedersen Vibeke Skofterud | Germania Manuela Henkel Viola Bauer Claudia Nystad Evi Sachenbacher-Stehle   |
| 13 marzo 2002    | Oslo                   | Norvegia  | SP TC       | Bente Skari                                                                    | Lina Andersson                                                                  | Manuela Henkel                                                               |
| 16 marzo 2002    | Oslo                   | Norvegia  | 30 km TL    | Stefania Belmondo                                                              | Kristina Šmigun-Vähi                                                            | Gabriella Paruzzi                                                            |
| 23 marzo 2002    | Lillehammer            | Norvegia  | 58 km TC MS | Anita Moen                                                                     | Vibeke Skofterud                                                                | Manuela Henkel                                                               |

Legenda:

TC = tecnica classica

TL = tecnica libera

SP = sprint

TS = sprint a squadre

PU = inseguimento

MS = partenza in linea

### Classifiche

#### Generale
| Pos. | Nome                         | Nazione   | Punti |
| ---- | ---------------------------- | --------- | ----- |
| 1    | Bente Skari                  | Norvegia  | 877   |
| 2    | Kateřina Neumannová          | Rep. Ceca | 763   |
| 3    | Stefania Belmondo            | Italia    | 760   |
| 4    | Kristina Šmigun-Vähi         | Estonia   | 649   |
| 5    | Julija Čepalova              | Russia    | 612   |
| 6    | Hilde Gjermundshaug Pedersen | Norvegia  | 552   |
| 7    | Ol'ga Danilova               | Russia    | 488   |
| 8    | Gabriella Paruzzi            | Italia    | 467   |
| 9    | Anita Moen                   | Norvegia  | 440   |
| 10   | Sabina Valbusa               | Italia    | 381   |

#### Sprint
| Pos. | Nome                         | Nazione   | Punti |
| ---- | ---------------------------- | --------- | ----- |
| 1    | Bente Skari                  | Norvegia  | 319   |
| 2    | Anita Moen                   | Norvegia  | 307   |
| 3    | Kateřina Neumannová          | Rep. Ceca | 293   |
| 4    | Evi Sachenbacher-Stehle      | Germania  | 237   |
| 5    | Hilde Gjermundshaug Pedersen | Norvegia  | 223   |